# Řád rytířů z Montesy
Monteský řád (katalánsky Ordre de Montesa, španělsky Orden de Montesa), jinak též Řád rytířů z Montesy je rytířským řádem, který vyvíjel činnost na území Aragonie.
Byl založen roku 1317 aragonským králem Jakubem II. a papežem Janem XXII., přičemž jeho úkolem byl boj proti Maurům. Byl zasvěcen Panně Marii a měl cisterciáckou řeholi. Zajímavostí je, že navazuje na Řád templářů, neboť po oficiálním zrušení templářů roku 1312 byly se souhlasem papeže převedeny templářské majetky v Aragonii na nový Monteský řád.

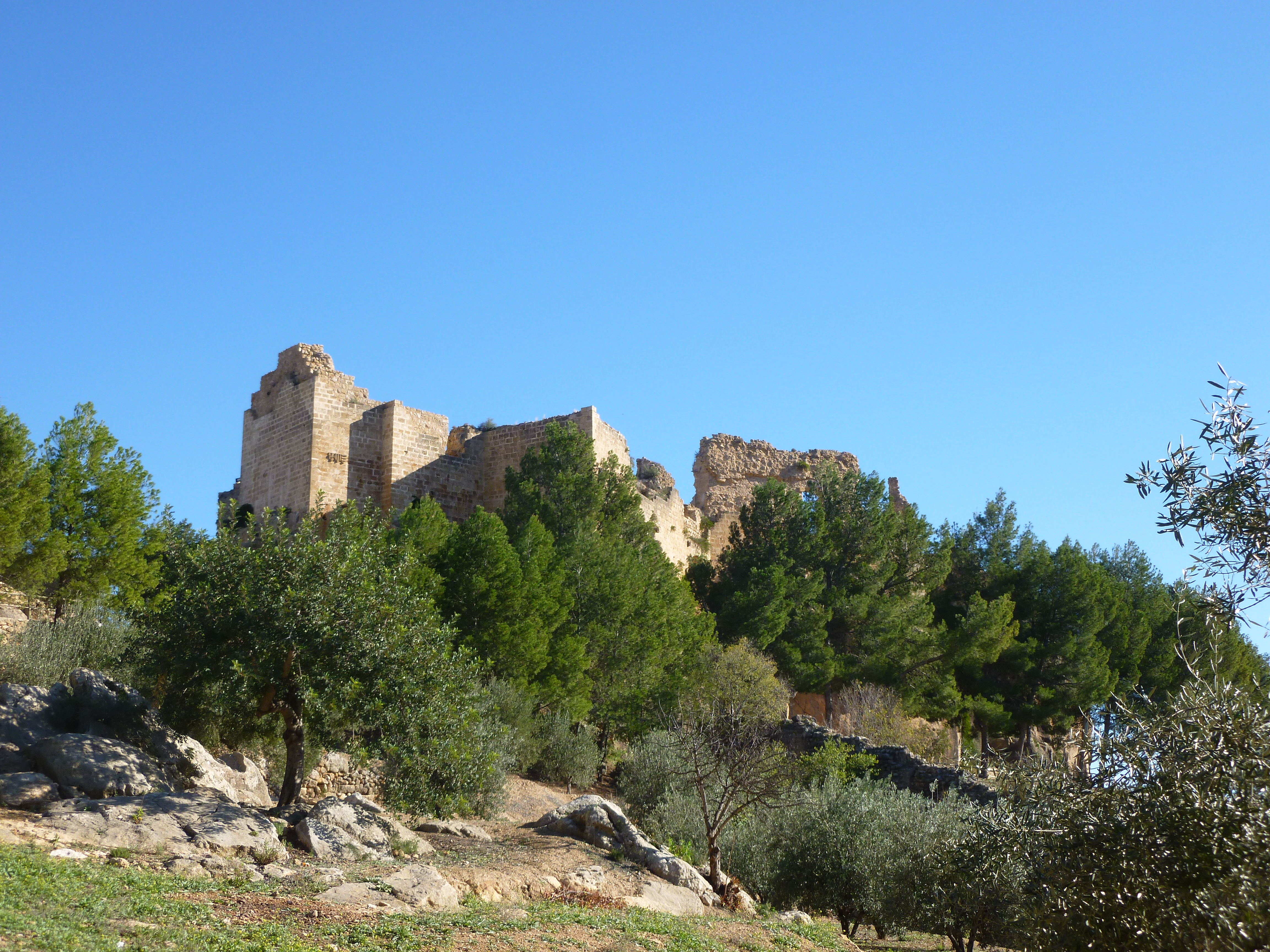
Zřícenina hradu v Montese

V roce 1317 do řádu přešli mercedariánští rytíři a v roce 1399 byl do něj sloučen řád Rytířů sv. Jiří z Alfamy. V roce 1517 přešel řád bezprostředně pod španělskou korunu a velmistrem se v roce 1587 stal španělský král. Současným velmistrem je Filip VI. Španělský a jeho náměstkem je Michal Peman y Medina.
Název rytířů je odvozen z jejich hlavní pevnosti v Montese. Byl úzce spjat s Řádem calatravských rytířů, protože z něj pocházela většina z 10 zakládajících rytířů řádu, včetně prvního velmistra Guillerma de Eril.

## Velmistři řádu
- Guillermo de Eril (1319–1319)
- Arnaldo de Soler (1319–1327)
- Pedro de Thous (1327–1374)
- Alberto de Thous (1374–1382)
- Berenguer March (1382–1409)
- Romero de Corbera (1410–1445)
- Gilaberto de Monsavin (1445–1453)
- Luis Despuig (1453–1482)
- Felipe Vivas de Cañamanes y Boll (1482–1484)
- Felipe de Aragón y Navarra (1484–1488)
- Felipe Vivas de Cañamanes y Boll (1488–1492)
- Francisco Sanz (1493–1506)
- Francisco Bernardo Despuig (1506–1537)
- Francisco Llansol de Romaní (1537–1544)
- Pedro Luis Garcerán de Borja (1545–1587)
- španělští králové (1587–do současnosti)